# Шайн, Джон
Профессор Джон Шайн (род. 3 июля 1946) — австралийский биохимик и молекулярный биолог.
Шайн открыл последовательность нуклеотидов, называемую Последовательность Шайна — Дальгарно, необходимую для инициации и окончания биосинтеза белка. Он являлся руководителем Института медицинских исследований Гарвана в Сиднее с 1990 по 2011 год. Младший брат Джона, Ричард Шайн (род. 7 июня 1950) также является известным австралийским биологом. Президент австралийской академии наук с мая 2018 года.

## Карьера
Шайн получил степень бакалавра наук с отличием в 1972 году в Австралийском национальном университете (ANU) в Канберре, Австралия и защитил свою докторскую диссертацию в 1975 году. Во время своего обучения он открыл последовательность РНК, необходимую для связи рибосом и инициации биосинтеза белка у бактерии Escherichia coli, названную Последовательность Шайна — Дальгарно.
Это ключевое открытие помогло обеспечить дальнейшее развитие молекулярной биологии, особенно генной инженерии, а также улучшило понимание экспрессии генов и регуляции.
В период с 1975 по 1978 год Шайн продолжил исследования в США, во время которых он занимался клонированием генов инсулина и гормона роста человека, а также определением последовательности вируса, вызывающего рак.
Вернувшись в Австралию в 1978 году он клонировал гены ферментов человека: ренина и эндорфина. В 1982 году он был награждён медалью Академии наук Австралии.
В 1984 году Шайн снова вернулся в США и получил должность в Калифорнийском университете в Сан-Франциско, а также руководителя компании California Biotechnology Inc. Компания получила хорошее развитие, сменила название на Scios, и в конечном счете была продана Johnson & Johnson. В 1984 году Шайн снова вернулся в Австралию и продолжил свою научную карьеру на родине. В 2000 году Шайн пожертвовал 1 млн австралийских долларов (AUD) на реконструкцию исторического здания Академии наук Австралии.